# Léon Nicole

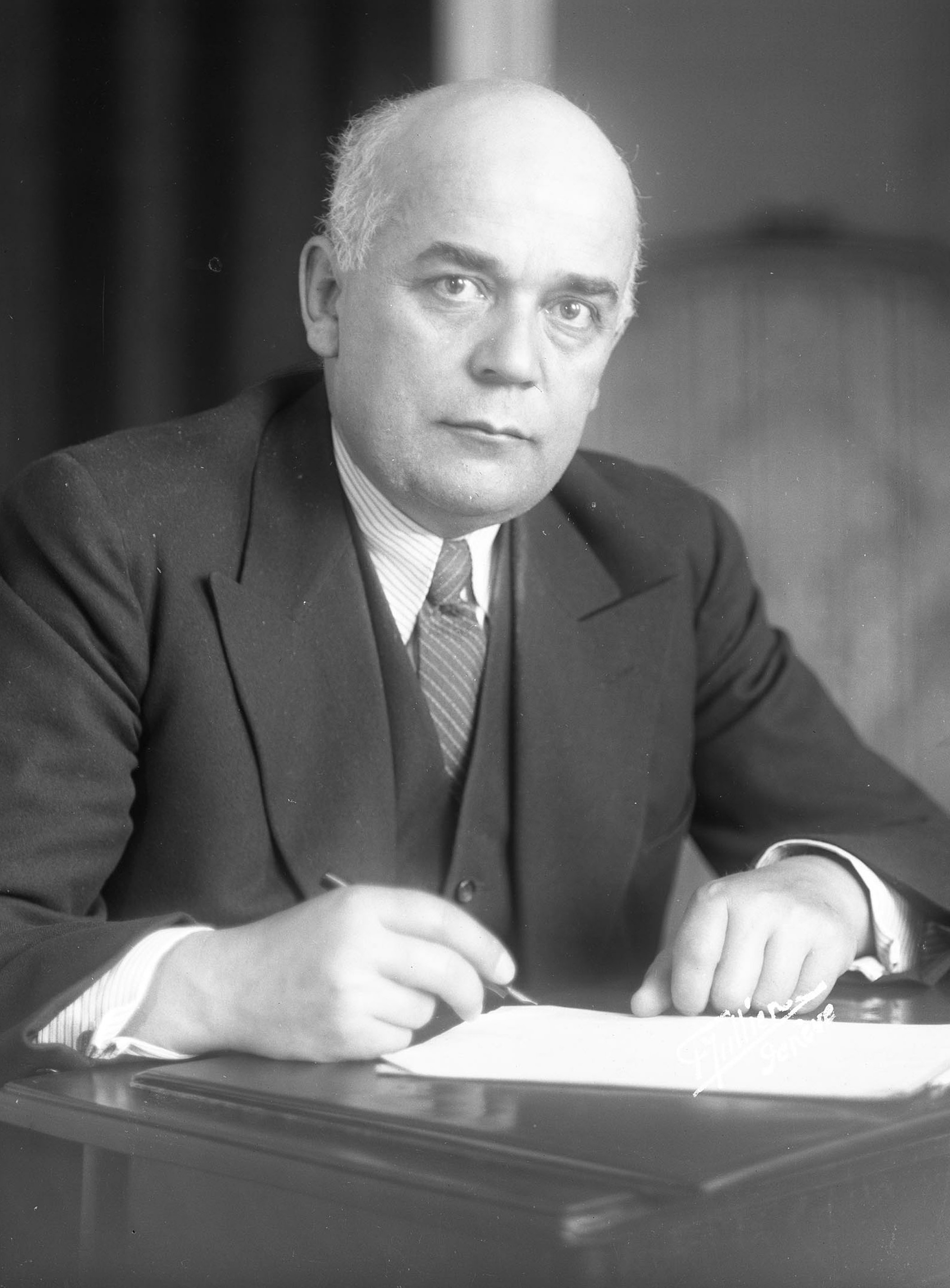
April 1933

Léon Nicole, född 10 april 1887, död 28 juni 1965, var en schweizisk socialdemokratisk politiker.
Nicole var nationalrådsledamot och redatökr för tidningarna Travail och Droit du peuple. Han blev främst känd i samband med de blodiga kravallerna i Genève 9 november 1932. Den fascistiska organisationen Union nationale anordnade denna dag ett möte, som gav anledning till stora motdemonstrationer från arbetarnas sida, varvid svåra sammandrabbningar med militären uppstod. 11 personer dödades och 30 sårades. Efter kravallerna häktades Nicole, trots sin parlamentariska immunitet och dömdes för "upphetsande tal till massorna" till några månaders fängelse. Han arbetade senare ivrigt på att skapa en stark enhetsfront mellan arbetare och bönder mot den fascistiska rörelsen.